# Deep
«Deep» es la décima canción de Ten, álbum debut de Pearl Jam. Escrita por Stone Gossard y Jeff Ament (música) y Eddie Vedder (letra). Es de las canciones más agresivas del álbum, combinando de forma explosiva el bajo de Ament y la guitarra de McCready.

## Significado de la letra
La letra es quizá la más oscura del álbum, al parecer toca el tema del consumo de Heroína, reflejado en versos antes del estribillo "And he sinks, the needle deep" ( Y hunde, la aguja profundamente ).